# パーペチュアル・フレイム
『パーペチュアル・フレイム』（Perpetual Flame）は、2008年に発表されたイングヴェイ・マルムスティーンの16作目のスタジオ・アルバム。

## 概要
発売名義は「イングヴェイ・マルムスティーンズ・ライジング・フォース」である。日本盤ジャケットの帯解説は「前作『アンリーシュ・ザ・フューリー』から約3年ぶりとなる新作が遂に完成! 超早弾きフレーズは勿論、クラシカルなフレーズも健在!! ヴォーカリストに元ジューダス・プリースト、アイスド・アースのティム "リッパー" オーウェンズを迎え入れ、よりメロディアス、そしてロックなサウンドのアルバムに創り上げた!!」である。
日本盤は2008年9月24日に先行発売の予定だったが、10月15日に延期され、11月12日に発売された。当初、日本盤には、米盤・ヨーロッパ盤に収録された「Four Horsemen (Of the Apocalypse)」を含めた全12曲収録を予定していたが、最終的には本曲を除いた全11曲が収録されている。日本盤初回生産限定盤のデラックス・エディションには、イングヴェイ本人による楽曲解説DVD（字幕付）が付属された。
「Damnation Game」「Red Devil」「Caprici Di Diablo」の3曲は、音楽ゲーム「Rock Band」シリーズのダウンロード・コンテンツとして採用されている。

## 収録曲
| 全作曲・編曲: イングヴェイ・マルムスティーン。 |                                                                                      |                                |                                |      |
| #                                              | タイトル                                                                             | 作詞                           | 作曲・編曲                     | 時間 |
| 1.                                             | 「デス・ディーラー」(Death Dealer)                                                   | イングヴェイ・マルムスティーン | イングヴェイ・マルムスティーン | 5:26 |
| 2.                                             | 「ダムネイション・ゲーム」(Damnation Game)                                           | イングヴェイ・マルムスティーン | イングヴェイ・マルムスティーン | 5:04 |
| 3.                                             | 「リヴ・トゥ・ファイト(アナザー・デイ)」(Live To Fight (Another Day))                | イングヴェイ・マルムスティーン | イングヴェイ・マルムスティーン | 6:13 |
| 4.                                             | 「レッド・デヴィル」(Red Devil)                                                      | イングヴェイ・マルムスティーン | イングヴェイ・マルムスティーン | 4:07 |
| 5.                                             | 「プリースト・オブ・ジ・アンホーリー」(Priest Of The Unholy)                         | イングヴェイ・マルムスティーン | イングヴェイ・マルムスティーン | 6:47 |
| 6.                                             | 「ビー・ケアフル・ホワット・ユー・ウィッシュ・フォー」(Be Careful What You Wish For) | イングヴェイ・マルムスティーン | イングヴェイ・マルムスティーン | 5:29 |
| 7.                                             | 「カプリチ・ディ・ディアブロ」(Caprici Di Diablo)                                    | (Instrumental)                 | (Instrumental)                 | 4:28 |
| 8.                                             | 「ラメント」(Lament)                                                                 | (Instrumental)                 | (Instrumental)                 | 4:31 |
| 9.                                             | 「マジック・シティ」(Magic City)                                                     | イングヴェイ・マルムスティーン | イングヴェイ・マルムスティーン | 7:26 |
| 10.                                            | 「イレヴンス・アワー」(The Eleventh Hour)                                            | イングヴェイ・マルムスティーン | イングヴェイ・マルムスティーン | 8:03 |
| 11.                                            | 「ヘヴィー・ハート」(Heavy Heart)                                                    | (Instrumental)                 | (Instrumental)                 | 5:58 |
| 合計時間:                                      | 合計時間:                                                                            | 合計時間:                      | 63:32                          |      |

## パーソネル
- イングヴェイ・マルムスティーン - ギター、ベース、シタール、アディショナル・キーボード、バック・ボーカル、ボーカル (#9)
- ティム "リッパー" オーウェンズ - ボーカル
- デレク・シェリニアン - キーボード
- パトリック・ヨハンソン - ドラム
- ロイ・Z - ミキシング

## ライブ作品
Red Devil
- スペルバウンド・ライヴ・イン・タンパ
- スペルバウンド・ライヴ・イン・オーランド